# Конвой № 4102 (січень 1944)
Конвой № 4114 (січень 1944 року) — японський конвой часів Другої світової війни, проведення якого відбувалось у січні 1944 року.
Вихідним пунктом конвою був атол Трук у центральній частині Каролінських островів, де ще до війни створили потужну базу японського ВМФ, з якої до лютого 1944 року провадились операції в цілому ряді архіпелагів. Пунктом призначення став розташований у Токійській затоці порт Йокосука, що під час війни був обраний як базовий для логістики Труку.
До складу конвою увійшли ремонтне судно «Ямабіко-Мару», транспорти «Ямакуні-Мару» і «Кейо-Мару» (Keiyo Maru), тоді як охорону забезпечували есмінець «Асанагі», кайбокан (фрегат) «Манджу» і флотське кабелеукладальне судно «Хацусіма» (останнє перетворено на мінний загороджувач зі встановленням скидачів глибинних бомб).
Загін вийшов з бази 2 січня 1944 року. Його маршрут пролягав через кілька традиційних районів патрулювання американських підводних човнів, які зазвичай діяли на підходах до Труку, біля Маріанських островів та поблизу східного узбережжя Японського архіпелагу. Більша частина переходу пройшла без інцидентів, але вранці 10 січня за чотири з половиною сотні кілометрів від Токійської затоки підводний човен USS Steelhead перехопив конвой. В умовах шторму субмарина випустила, за даними радара, чотири торпеди, одна з яких поцілила «Ямабіко-Мару». «Манджу» провів контратаку та скинув 8 глибинних бомб, але не досягнув якогось успіху.
«Ямакуні-Мару» взяв на буксир пошкоджене «Ямабіко-Мару» та повів його до Японії. 12 січня 1944 року кайбокан прийняв на борт частину людей з «Ямабіко-Мару», відокремився і 13 січня прибув до Токійської затоки. Того ж 13 січня «Ямабіко-Мару» довели до острова Хатідзьо (архіпелаг Ідзу), що лежить за дві з половиною сотні кілометрів від місця нападу USS Steelhead. Втім, уже на вході до бухти від сильного шторму пошкоджене судно розломилось і його кормова частина затонула. «Ямакуні-Мару» спробував завести в бухту носову частину, але в цей час (уже настало 14 січня) був атакований підводним човном USS Swordfish. Дві з чотирьох торпед влучили в ціль та потопили її, загинуло 18 членів екіпажу. Невдовзі затонули й залишки «Ямабіко-Мару», зі складу екіпажу якого загинуло 5 осіб. «Асанагі» доправив до Йокосуки вцілілих.
Для ескортування інших суден прибув тральщик W-24. 17 січня 1944 року він і залишки конвою прибули до Йокосуки.